# سیگنال‌دهی (مخابرات)
در مخابرات سیگنال‌دهی (انگلیسی: Signaling) به استفاده از سیگنال برای کنترل‌کردن ارتباطات گفته می‌شود. این ممکن است یک تبادل اطلاعات در مورد ایجاد و کنترل یک مدار مخابراتی و مدیریت شبکه باشد.